# Роек, Констанция Францевна
Констанция Францевна Роек (7 июля 1923, Москва, РСФСР, СССР — 3 марта 2005, Москва, Россия) — советская актриса, артистка московского Малого театра. Народная артистка РСФСР (1967).

## Биография

### Ранние годы
Констанция Роек родилась 7 июля 1923 года в Москве, в доме, находившемся в переулке позади бывшего Театра Корша, в семье поляка Франца Роека и наполовину польки Галины Смолиной. В честь бабушки получила имя Констанция. 
В 1932 году Франца Роека, окончившего Венский университет в Австрии и прекрасно говорившего на пяти языках, арестовали. Семья — жена с двумя детьми была выслана из Москвы в Алма-Ату. Спустя некоторое время Галина Роек добилась, чтобы детей переселили в Челябинск, где жили её родственники. Отсюда шестнадцатилетняя девушка отправилась в первую самостоятельную поездку в Москву поступать в ГИТИС. Девушка была такой маленькой, что приёмная комиссия приняла её за четырнадцатилетнего подростка и попросила приехать «года через три». Расстроенная абитуриентка вернулась в Челябинск ждать, пока пройдут три года. Через три года началась война. Из Москвы в Челябинск эвакуировали Малый театр и Театральное училище им. М. Щепкина. На Урале Вера Николаевна Пашенная начала заниматься со студентами. Уже вовсю шли занятия, когда учиться на них пришла Констанция Роек. Но несмотря на то, что занятия уже шли, Вера Пашенная приняла новую ученицу. После войны вместе с Малым театром и училищем Констанция Роек вернулась в родную Москву.

### Карьера
В 1945 году Констанция Роек окончила Московское театральное училище им. М. С. Щепкина (курс В. Н. Пашенной) и 18 сентября того же года была принята в труппу Малого театра.
С первых ролей она обратила на себя внимание публики. Одна из первых ролей Констанции Роек — Лариса в драме А. Н. Островского «Бесприданница» — заставила признать, что в Малом театре появилась актриса, о которой сразу заговорили и зрители, и критики; исполнительница наделила свою героиню душевной искренностью и чистотой — чертами, которые позволили её Ларисе почувствовать своё моральное превосходство над посрамившими её благодетелями. С этой роли началось стремительное восхождение молодой актрисы на вершину мастерства.
Как всегда бывает с особо выдающимися талантливыми людьми, их творческие удачи не дают покоя завистникам. Очень скоро против молодой актрисы начались интриги. Тонко чувствующая и легкоранимая, она не могла не реагировать на них. Её всё больше и всё чаще отстраняли от ролей в угоду другим актрисам, может быть, менее одарённым, но зато не столь разительно контрастриующими с партнёрами по сцене. Однажды во время спектакля, когда она уже готовилась выйти со своей репликой, её оттолкнула и вышла вместо неё другая исполнительница. Тем не менее на этот факт дирекция театра не отреагировала.
У Констанции Францевны начались серьёзные проблемы со здоровьем. Однажды перед самым выходом на сцену она потеряла сознание. Это послужило новым сигналом для интриг: нельзя рассчитывать на её исполнение, а вдруг опять случится обморок! Даже в становящихся всё реже её выходах на сцену в кулисах сидела загримированная вторая исполнительница — на случай, если Роек на сцену не выйдет. Скоро новые роли прекратились.
Дирекция театра решила уволить Констанцию Роек по причине актёрской незанятости. Но за неё вступилась министр культуры СССР Е. А. Фурцева, распорядившаяся не трогать актрису и оставить всё как есть. Главный режиссёр театра Евгений Рубенович Симонов, ставя спектакль «Отцы и дети» по роману И. С. Тургенева, назначил её в очередь с Руфиной Нифонтовой играть Анну Одинцову, но и эту роль она не сыграла. За все оставшиеся годы вышла на сцену лишь несколько раз в эпизодических неярких ролях.
Сайт Малого театра рассказывает: «В 1971 году Бабочкин уговорил её сыграть небольшую роль Жанны Густавовны в пьесе Горького „Достигаев и другие“. Из крохотной роли любовницы барона, роли в несколько реплик, Роек сделала минишедевр. Такое исполнение раньше называли концертным. Больше на сцену Малого театра, который она считала святыней, Констанция Роек никогда не выходила».
В 1975 году Констанция Роек в возрасте 52 лет вышла на творческую пенсию.

### Последние годы жизни и смерть
В следующем, 1976 году, неожиданно от инфаркта скончался её муж, великолепный актёр, мягкий и очень душевный человек Виталий Доронин, это случилось после четвёртого представления премьерного спектакля «Господа Головлёвы», где он исполнял роль Иудушки. В этот же год актёрский факультет в школе-студии МХАТ заканчивала юная Алёна Доронина, дочь Виталия Дмитриевича и Констанции Францевны. Вторая дочь — молодая актриса Елена Витальевна Доронина была зачислена в штат Малого театра, продолжая династию родителей.
За последующие 30 лет Констанция Роек записала на радио есенинскую «Анну Снегину». Это была её последняя работа. Актриса ходила в театры на премьеры, была частой посетительницей Дома актёра, где на неё смотрели как на живую легенду, но она везде чувствовала своё одиночество.
Констанция Францевна Роек скончалась 3 марта 2005 года в Москве в возрасте 81 года. Похоронена на Ваганьковском кладбище (19 уч.) рядом с супругом.

## Творчество

### Роли в театре
- 1945 — «Сотворение мира» Н. Ф. Погодина. Постановка: К. А. Зубова. Режиссёр: А. И. Кричко — Нонна[8]
- 1945 — «Иван Грозный» А. Н. Толстого. Постановка П. М. Садовского, К. А. Зубова и Б. И. Никольского — Девушка
- 1946 — «Комедианты» Х. Бенавенте — Гостья
- 1946 — «Двенадцатая ночь» Шекспира — служанка
- 1946 — «В степях Украины» А. Е. Корнейчука. Постановка: И. Я. Судакова. Режиссёр В. И. Цыганков — Девушка
- 1946 — «Горе от ума» А. С. Грибоедова — Дочка
- 1947 — «Минувшие годы» Н. Ф. Погодина. Режиссёр: К. А. Зубов — Валя
- 1948 — «Двенадцатая ночь» Шекспира. Постановка: В. Ф. Дудина — Виола и Себастьян
- 1948 — «Бесприданница» А. Н. Островского. Постановка: К. А. Зубова. Режиссёры: Л. М. Прозоровский и Б. И. Никольский — Лариса
- 1949 — «Тайная война» В. С. Михайлова, Л. С. Самойлова. Постановка: Е. И. Страдомская — Родионова
- 1950 — «Калиновая роща» А. Е. Корнейчука. Постановка: А. Д. Дикого. Режиссёр: М. Н. Гладков — Василиса
- 1950 — «Люди доброй воли» Г. Д. Мдивани. Постановка А. Д. Дикого. Режиссёр: М. Н. Гладков — Нали
- 1951 — «Живой труп» Л. Н. Толстого. Постановка: Л. А. Волкова — Маша
- 1952 — «Пигмалион» Бернарда Шоу — Элиза Дулитл
- 1952 — «Северные зори» Н. Н. Никитина. Режиссёры: К. А. Зубов и П. А. Марков — Лёля Егорова
- 1954 — «Опасный спутник» А. Д. Салынского. Постановка А. А. Гончарова. Режиссёр: В. И. Невзоров — Дина
- 1954 — «Порт-Артур» А. Н. Степанова и И. Ф. Попова. Режиссёры: К. А. Зубов и П. А. Марков — Куинсан
- 1954 — «Васса Железнова» М. Горького. Постановка: К. А. Зубов и  Е. П. Велихов — Людмила
- 1956 — «Ночной переполох» М.-Ж.Соважона. Режиссёр: В. В. Кенигсон — Гуабелла Совэн
- 1957 — «Власть тьмы» — Л. Н. Толстого. Режиссёры: Б. И. Равенских и Л. П. Новицкая — Анютка
- 1958 — «Село Степанчиково и его обитатели» по Ф. М. Достоевскому. Постановка Л. А. Волкова — 1-я девка (зарубежные гастроли)
- 1958 — «Вечный источник» Дмитрия Зорина. Постановка: Б. А. Бабочкина — Девочка (зарубежные гастроли)
- 1958 — «Крылья» А. Е. Корнейчука. Режиссёры: К. А. Зубов и В. И. Цыганков — Колхозница (зарубежные гастроли)
- 1959 — «Карточный домик» О. Н. Стукалова. Режиссёр: Д. А. Вурос — Нора Ширяева
- 1959 — «Каменное гнездо» Х. Вуолийоки. Режиссёры: М. Н. Гладков и В. И. Хохряков — Илона
- 1960 — «Иванов» А. П. Чехова. Режиссёр: Б. А. Бабочкин — Сарра Абрамсон
- 1962 — «Маскарад» М. Ю. Лермонтова. Режиссёр: Л. В. Варпаховский — Нина
- 1962 — «Волки и овцы» А. Н. Островского. Постановка: П. М. Садовский. Режиссёры: В. И. Цыганков и Б. И. Никольский — Глафира
- 1964 — «Светит, да не греет» А. Н. Островского. Постановка: М. И. Царев. Режиссёр: Л. П. Новицкая и В. М. Рыжков. — Ренева
- 1965 — «И вновь — встреча с юностью…» А. Н. Арбузова. Постановка: В. Б. Монахов — Маша
- 1967 — «Джон Рид» Е. Р. Симонова, режиссёр он же — Мейбл Додж
- 1969 — «Палата» С. И. Алёшина. Постановка: Л. В. Варпаховский — Зина
- 1969 — «Рождество в доме сеньора Купьелло» Эдуардо де Филиппо. Постановка: Л. В. Варпаховский — Кармела
- 1971 — «Достигаев и другие» М. Горького. Постановка: Б. А. Бабочкин — Жанна

### Фильмография
- 1957 — Пигмалион — Элиза Дулитл

### Радиоспектакли
- «Снегурочка» А. Н. Островского — Снегурочка

## Признание и награды
- медаль «В память 800-летия Москвы» (1948)
- заслуженная артистка РСФСР (1949)[1]
- народная артистка РСФСР (1967)